# پائولو مالدینی
پائولو چزیاره مالدینی (به ایتالیایی: Paolo Cesare Maldini؛ زادهٔ ۲۶ ژوئن ۱۹۶۸) او بازیکن سابق تیم ملی فوتبال ایتالیا و باشگاه آث میلان است.او پسر بازیکن فوتبال و مربی سابق تیم ملی ایتالیا و باشگاه میلان، چزاره مالدینی است. بسیاری از کارشناسان از او به عنوان بهترین مدافع تاریخ فوتبال یاد می‌کنند. او هرگز لباس تیمی باشگاهی غیر از میلان را بر تن نکرد و با ۲۵ سال حضور در لباس آ.ث. میلان رکورد دار حضور با لباس یک تیم در تاریخ فوتبال است. شماره ۳ باشگاه میلان به احترام او بایگانی شده‌است و پس از خداحافظی مالدینی به غیر از یکی از پسران او، هیچ‌کس پیراهن شماره ۳ را بر تن نمی‌کند.
مالدینی نخستین بازی خود را با لباس میلان در تاریخ ۲۰ ژانویه ۱۹۸۵ در دیدار با تیم اودینزه انجام داد. او پس از انجام بیش از ۶۰۰ بازی با لباس میلان، سرانجام در سن ۴۱ سالگی در دیدار با تیم فیورنتینا در تاریخ ۳۱ مِه سال ۲۰۰۹، از دنیای فوتبال خداحافظی کرد. او در هنگام خداحافظی از فوتبال، با ۲۵ سال وفاداری به باشگاه میلان و بالای سر بردن ۲۶ جام مختلف از جمله: ۵ عنوان قهرمانی در لیگ قهرمانان اروپا، ۷ قهرمانی در سری آ، ۱ قهرمانی در جام حذفی فوتبال ایتالیا، ۴ قهرمانی در سوپرجام اروپا و ۲ قهرمانی در جام بین قاره‌ای از اسطوره‌های میلان و جزء پر افتخارترین بازیکن‌های تاریخ فوتبال جهان محسوب میشود.
مالدینی ۱۲۶ بازی برای تیم ملی ایتالیا انجام داد. او در ۴ دوره حضور خود در جام جهانی فوتبال و ۳ دوره جام ملت‌های اروپا هرگز نتوانست جامی را بالای سر ببرد. تنها افتخارات ملی او، نایب قهرمانی در جام جهانی فوتبال ۱۹۹۴، سومی در جام جهانی فوتبال ۱۹۹۰ و نایب قهرمانی در جام ملت‌های اروپا ۲۰۰۰ است. او در جام‌های جهانی ۱۹۹۰ و ۱۹۹۴ در تیم ستاره‌های جام جای گرفت. همچنین در سال ۱۹۹۴، مالدینی، از سوی مجله ورلد ساکر به عنوان بازیکن سال انتخاب شد. او نخستین مدافعی بود که به این افتخار دست پیدا کرد.
وی همچنین در ژانویه ۲۰۲۱ از سوی مجله فرانس فوتبال به‌عنوان بهترین مدافع چپ تاریخ فوتبال انتخاب شد.
در سال ۱۹۹۴ در مراسم توپ طلا ، مالدینی عنوان دومین بازیکن برتر سال را از فرانس فوتبال دریافت کرد و در سال ۱۹۹۵ هم جز پنج بازیکن برتر جهان بود

## کودکی
پائولو چزاره مالدینی در ۲۶ ژوئن ۱۹۶۸ در شهر میلان متولد شد. او پسر چزاره مالدینی کاپیتان دهه ۱۹۶۰ تیم آث میلان بود.
چزاره مالدینی کودکی پائولو را این گونه تعریف می‌کند:
"من و همسرم فرزندان زیادی داشتیم که از قضا همگی بسیار شلوغ و پر سر و صدا بودند. در این میان پائولو با آن چشم‌های براق چیز دیگری بود. او به هر وسیله‌ای برای خود توپ می‌ساخت و وسایل خانه راه گریزی نداشتند. کنترل این جمع یاغی بسیار دشوار بود. فقط یک چیز پائولو را آرام می‌کرد: یکشنبه عصر و برنامه فوتبال ایتالیا."

## دوران فوتبال

### عضویت در میلان
او در سپتامبر ۱۹۷۸ و در سن ده سالگی موفق به گذراندن تست تمرینی باشگاه آ.ث. میلان شد و به عضویت تیم میلان درآمد.
با عضویت او در میلان، همه از نفوذ چزاره مالدینی صحبت می‌کردند. مردم اعتقاد داشتند که پائولو مالدینی به واسطه نفوذ پدر به عضویت میلان درآمده‌است و به این خاطر در زمین به او توهین می‌کردند.

### اولین حضور در زمین
او در هفده سالگی به دعوت نیلس لیدهولم سر مربی وقت آث میلان، به تیم بزرگسالان پیوست. نخستین بازی اش را در تاریخ ۲۰ ژانویه ۱۹۸۵ برابر اودینزه انجام داد. در آن بازی پائولو جانشین باستینی مصدوم شد، بازی که با نتیجه یک بر یک خاتمه یافت.
مالدینی در مورد آن بازی می‌گوید:
«استرس زیادی داشتم، ولی لیدهولم مرا در آغوش گرفت و گفت، همیشه به این فکر کن که این فقط یک بازی در مقیاس بزرگتر است.»
وی در طول فصل ۱۹۸۵–۱۹۸۴ یک بازی در لیگ ایتالیا انجام داد.

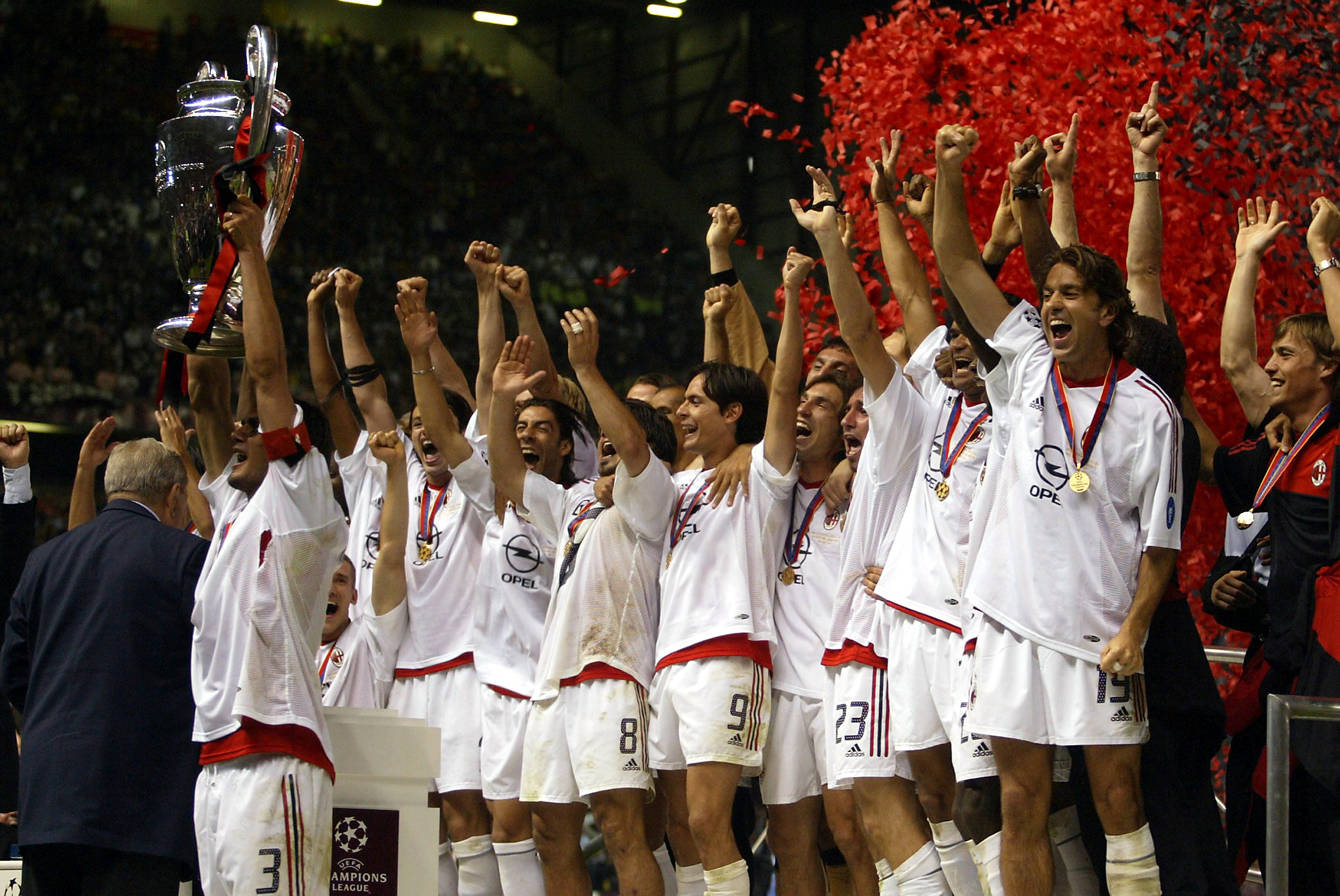
مالدینی با لباس میلان در سال ۲۰۰۳ با شکست یوونتوس در فینال فاتح اروپا شد

### دوران باشگاهی
پائولو در فصل ۸۶–۱۹۸۵ بازیکن ثابت میلان شد. از آن زمان در بیشتر مواقع به عنوان مدافع چپ و برخی مواقع به عنوان مدافع وسط بازی کرده‌است. اسکودتوی فصل ۸۸–۱۹۸۷ نخستین عنوانی بود که او با باشگاهش به دست آورد. او از ارکان تیم فصل ۹۲–۱۹۹۱ میلان بود که در سری آ بدون شکست قهرمان شد. او در کنار فرانکو بارزی، مائورو تاسوتی و الساندرو کاستاکورتا نیرومندترین خط دفاعی اروپا (معروف به شکست ناپذیران) را در اوایل دهه ۹۰ شکل داده بودند. پس از بازنشستگی فرانکو بارزی، مالدینی زوج موفقی با الساندرو نستا در قلب دفاع میلان ایجاد کرد.
مالدینی تا کنون هفت بار با میلان قهرمان ایتالیا، یک بار قهرمان جام حذفی و پنج بار قهرمان سوپرجام فوتبال ایتالیا شده‌است. علاوه بر این‌ها وی با میلان پنج بار قهرمان لیگ قهرمانان اروپا، پنج بار قهرمان سوپر جام اروپا، دو بار قهرمان جام باشگاه‌های فوتبال جهان موسوم به جام تویوتا (برنده دیدار قهرمان باشگاه‌های اروپا و آمریکای جنوبی)، و یک بار قهرمان جام باشگاه‌های فوتبال جهان (مسابقاتی که بین قهرمانان باشگاهی شش قاره مختلف انجام می‌شود) شده‌است.
در سال ۱۹۹۴، مالدینی که در همان سال با میلان، اسکودتو و لیگ قهرمانان اروپا را به دست آورده بود، از سوی مجله فوتبال «ورلد ساکر» به عنوان بازیکن سال انتخاب شد. او نخستین مدافعی است که به این افتخار دست پیدا می‌کند. او در مراسم دریافت جایزه خود گفت:
«این افتخار بزرگی برای من است چرا که بسیاری از مردم به من توجه کردند. به‌طور کلی در فوتبال، طرفداران و رسانه‌ها کمتر به مدافعین توجه می‌کنند و عمده توجه به مهاجمین و گلزنان است. باید اعتراف کنم سال ۱۹۹۴ اوج فوتبال من بود. قهرمانی در لیگ قهرمانان اروپا و حضور در جام جهانی برای هر بازیکنی افتخار است. البته افتخاری که من بدست آوردم حاصل زحمات مردان زیادی است که برای من زحمت کشیدن و مسیر موفقیت را به من نشان دادن. همه می‌دانید در مورد چه کسی صحبت می‌کنم، پدرم چزاره مالدینی اولین کاپیتان تیم میلان که در سال ۱۹۶۳ جام قهرمانان اروپا را بالای سر برد. او حالا مربی تیم زیر ۲۱ ساله‌های ایتالیاس. من زیر نظر او در تیم جوانان میلان بازی می‌کردم. زمانی که من فقط یک کودک بودم او به من راه و رسم مرد بودن را آموخت. او مسائل زیادی از فوتبال را به من آموخت و مسیر آینده را به من نشان داد. پس از آن، کاپیتان و هم بازی من فرانکو بارزی بیشترین کمک را به من کرده‌است. از نظر من، او کمتر از چیزی که استحقاق آن را دارد به خاطر خدماتش در تیم میلان و تیم ملی ایتالیا دریافت کرده‌است. در یک کلمه بخواهم بگویم او یک مرد واقعی است که توانایی خود را در زمین فوتبال به نمایش می‌گذارد. او واقعاً سزاوار دریافت جایزه ایی هست که مجله ورد ساکر به من اهدا کرده‌است.»
پس از فصل ۹۷–۱۹۹۶ و پایان دوران فعالیت فرانکو بارزی، مالدینی کاپیتان تیم میلان شد. مالدینی شش‌صدمین بازی خود در سری آ با لباس میلان را در ۱۳ مه ۲۰۰۷ و در مقابل کاتانیا انجام داد. مالدینی پیش از آن در ۲۵ سپتامبر ۲۰۰۵ در بازی با تیم ترویسو، رکورد دینو زوف افسانه‌ای را که با ۵۷۱ بازی رکورددار بازی در سری آ بود شکسته بود.
مالدینی توانست در ۱۶ فوریه سال ۲۰۰۸ در دیدار مقابل پارما در لیگ فوتبال ایتالیا، هشتصدمین بازی رسمی خود برای میلان را انجام دهد. این بازی نقطه عطفی در کارنامه پائولو مالدینی بود چرا که هزارمین بازی او در فوتبال حرفه ایی با لباس تیم آ. ث میلان و تیم ملی ایتالیا محسوب می‌شد. تا پیش از او تنها پیتر شیلتون دروازه‌بان انگلیسی توانسته بود از مرز ۱۰۰۰ بازی حرفه‌ای بگذرد.
پائولو مالدینی در ۲۵ فصل حضور خود در میلان ۹۰۲ بازی رسمی برای میلان در تمام مسابقات‌ها انجام داد. او با ۶۴۷ بازی در سری آ رکورد دار بازی در سری آ محسوب می‌شود. او در مجموع ۹۰۲ بازی ۳۳ گل برای میلان به ثمر رساند که ۲۹ گل آن در سری آ بود.
او در طول دوران حرفه‌ای خود هشت بار در فینال لیگ قهرمانان اروپا حاضر بوده‌است. تنها فرانسیسکو گنتو از رئال مادرید همپای او در این رکورد است.
مالدینی پنج بار جام قهرمانان اروپا را بالای سر برده‌است. آخرین قهرمانی او در لیگ قهرمانان اروپا، لیگ ۲۰۰۷ اروپا بود که میلان در فینال ۲–۱ لیورپول را شکست داد. مالدینی در سال ۲۰۰۹ با پایان دوران حرفه ایی فوتبال خود، جایزه ویژه دستاوردهای یک عمر یوفا را دریافت کرد.

### دوران ملی
مالدینی در سال ۱۹۸۶، به تیم زیر ۲۱ سال ایتالیا که مربی آن چزاره مالدینی بود دعوت شد. او در مدت دو سال، ۱۲ بازی برای تیم زیر ۲۱ سال ایتالیا انجام داد و ۵ بار موفق به گلزنی شد.
در سن ۱۹ سالگی نخستین حضور خود در تیم ملی بزرگسالان ایتالیا را در تاریخ ۳۱ مارس ۱۹۸۸ در مقابل تیم ملی فوتبال یوگسلاوی تجربه کرد. این بازی با نتیجه ۱ بر ۱ به پایان رسید. پس از آن، مالدینی توانست جایگاه مستحکمی برای خود در قلب دفاع و گوشه چپ ایتالیا دست و پا کند. او در جام ملت‌های اروپا ۱۹۸۸ در چهار بازی ایتالیا در ترکیب اصلی قرار داشت. در جام جهانی فوتبال ۱۹۹۰ ایتالیا همراه با ایتالیا تا نیمه نهایی بالا آمد و در یک بازی دراماتیک در شهر ناپل مغلوب هنرنمایی دیگو مارادونا و تیم ملی فوتبال آرژانتین شد و از راهیابی به فینال بازماند. در این مسابقات، مالدینی با ایتالیا مقامی بهتر از سومی بدست نیاورد. در جام جهانی فوتبال ۱۹۹۴ آمریکا مالدینی بار دیگر در لباس آتزوری (تیم ملی فوتبال ایتالیا) درخشید و توانست تا فینال مسابقات پیش آید. اما در فینال شانس با او و ایتالیا یار نبود و ضربات پنالتی بار دیگر دست او را از جام محروم کرد.
ناکامی مالدینی در جام‌های جهانی با حذف شدن در جام جهانی فوتبال ۱۹۹۸ فرانسه توسط تیم میزبان بار دیگر با ضربات پنالتی و پس از آن ناکامی در جام جهانی فوتبال ۲۰۰۲ کامل شد. مالدینی با ۲۳ بازی در جام‌های جهانی فوتبال پس از لوتار ماتئوس (رکورددار با ۲۵ بازی) در رده دوم قرار گرفته‌است. اما مالدینی با ۲٫۲۱۶ دقیقه حضور در زمین بیشترین زمان بازی در جام جهانی را به خود اختصاص داده‌است.
مالدینی در ۳ دوره جام ملت‌های اروپا به سال‌های ۱۹۸۸، ۱۹۹۶، و ۲۰۰۰ همراه تیم ملی ایتالیا بود. ایتالیا در جام ملت‌های اروپا ۲۰۰۰ توانست در نیمه نهایی و در ضربات پنالتی، با وجود خراب شدن پنالتی مالدینی از سد تیم ملی فوتبال هلند بگذرد. آتزوری در حالی که ۳۲ سال از آخرین بار که به فینال اروپا رسید بود می‌گذشت به مصاف تیم ملی فوتبال فرانسه رفت. در حالی که تا دقیقه ۹۰، با یک گل از فرانسه پیش بود، گل تساوی را دریافت کرد و در گل طلایی، تسلیم فرانسه شد تا مالدینی یک بار دیگر در آستانه دستیابی به افتخار دستش از جام کوتاه شود. مالدینی خود اتفاقات پس از گل فرانسه را اینطور تعریف می‌کند:
 «ما بلافاصله پی بردیم که بازی را باخته‌ایم. در مرحله نیمه نهایی بازی خیلی سختی مقابل هلند داشتیم و یک روز کمتر از فرانسه فرصت داشتیم تا خستگی از تن در کنیم؛ بنابراین از نظر روحی همه چیز به نفع آن‌ها بود. می‌توان گفت که آن گل حکم دو گل را داشت. در واقع گل مساوی بود ولی در عین حال گل برتری نیز محسوب می‌شد. در فاصله بین وقت طبیعی بازی و شروع وقت اضافه به هم می‌گفتیم که باید از جایمان بلند بشویم و فینال را ببریم؛ ولی این‌ها همه حرف بود، چون فکر می‌کنم که از ته دل همه می‌دانستیم گل مساوی ضربه روحی بسیار سختی به ما وارد کرده‌است.»
مالدینی با ۱۲۶ بازی ملی پس از فابیو کاناوارو در رتبه دوم بیشترین بازی برای تیم ملی ایتالیا قرار دارد. او هرگز در مسابقات بزرگی با آتزوری قهرمان نشد. مالدینی در نیمی از ۱۶ سال حضور خود در تیم ایتالیا کاپیتان این تیم بود و ۷۴ بار بازوبند کاپیتان تیم ایتالیا را بر بازو بست.
مالدینی در دو جام جهانی ۹۰ و ۹۴ در تیم ستاره‌های جام، جای گرفت. او این افتخار را در سه دوره حضور خود در جام ملت‌های اروپا تکرار کرد و در جام ملت‌های اروپا در سال‌های ۸۸، ۹۶ و ۲۰۰۰ با درخشش خود توانست، در تیم مسابقات جای بگیرد.

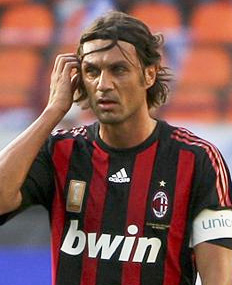
مالدینی برای سالها کاپیتان میلان بود

### بازنشستگی از فوتبال

#### بازنشستگی از بازی‌های ملی
مالدینی در سن ۳۴ سالگی و پس از شکست تلخ مقابل تیم ملی فوتبال کره جنوبی در مرحله یک شانزدهم جام جهانی فوتبال ۲۰۰۲ و با گل طلایی از بازی‌های ملی خداحافظی کرد. مالدینی علی‌رغم خواهش مسئولین تیم ملی فوتبال مبنی بر بازگشت هرگز از تصمیم خود برنگشت.
او پس از خداحافظی از تیم ملی گفت:
«احساس کردم که توانایی ادامه دادن ندارم. من عمری بود که در تیم ملی بودم ولی به هیچ مقامی نرسیدم. تاکی می تونستم به دوران ذلتم با تیم ملی ادامه بدم؟»
در فوریه ۲۰۰۹ مارچلو لیپی مربی وقت تیم ملی ایتالیا پیشنهاد یک بازی خداحافظی برای مالدینی را داد. فدراسیون ایتالیا به مالدینی بازی دوستانه با تیم ملی فوتبال ایرلند شمالی را پیشنهاد داد که مالدینی آن را رد کرد.

#### بازنشستگی از بازی‌های باشگاهی
مالدینی در ۱۶ دسامبر سال ۲۰۰۷ در جریان بازی‌های جام باشگاه‌های جهان در یوکوهاما، اعلام کرد که در سال ۲۰۰۸ از فوتبال خداحافظی می‌کند. در ۷ مارس ۲۰۰۸، دو روز پس از حذف میلان در مرحله یک‌هشتم نهایی لیگ قهرمانان اروپا در مقابل باشگاه فوتبال آرسنال، در تصمیم خود تجدیدنظر کرد و گفت که می‌خواهد قراردادش را برای یک سال دیگر تمدید کند. قرارداد مالدینی تا تاریخ ۳۰ ژوئن ۲۰۰۹ تمدید شد. در ۱۷ آوریل سال ۲۰۰۹ مالدینی اعلام کرد که در پایان فصل ۲۰۰۹–۲۰۰۸ به‌طور حتم از فوتبال کنار می‌رود و اضافه کرد که پس از آن در دنیای فوتبال فعالیت خواهد کرد، البته نه به عنوان مربی.
سرانجام مالدینی در بیست و پنجمین فصل حضور خود در میلان و در سن ۴۱ سالگی در حالی که به رکورد ۹۰۰ بازی رسمی برای میلان رسیده بود از دنیای فوتبال خداحافظی کرد.

##### آخرین بازی در سن سیرو
در ۲۴ مه ۲۰۰۹ مالدینی در نه‌صد ویکمین بازی خود با لباس میلان برای آخرین بار در ورزشگاه سن سیرو به مصاف آ.اس. رم رفت. این بازی با مراسم و برنامه‌هایی از سوی هواداران و باشگاه میلان برای بدرقه کاپیتان خود همراه بود. در این بازی، باشگاه میلان برای قدردانی از مالدینی بر پیراهن خود جمله «۳ فقط برای تو»(به ایتالیایی: 3Solo Per Te) را حک کرد. علاوه بر آن به هریک از هواداران حاضر در ورزشگاه شال با جمله «شماره ۳ برای همیشه» و آلبومی حاوی ۲۴ قطعه برچسب از دوران ۲۴ ساله فوتبال پائولو اهدا شد. در این بازی خاص، تیم رم به احترام مالدینی با تی شرت با نام مالدینی به زمین آمد. این بازی در نهایت با شکست ۳–۲ میلان خاتمه یافت تا آخرین بازی مالدینی در سن سیرو با شکست همراه باشد.

###### حواشی بازی آخر در سن سیرو
هشتاد هزار هوادار میلان به جهت قدردانی از مالدینی در سن سیرو حاضر بودند. پلاکارد و پرچم‌های زیادی در جهت تشکر از ۲۵ سال وفاداری او به میلان در ورزشگاه دیده می‌شد. اما گروهی از کوروا سودهای (هواداران اولترا) میلان در این بازی لب به انتقاد از مالدینی گشودند. آن‌ها روی یک پرچم بزرگ نوشته بودند: «متشکریم کاپیتان. توی زمین یک قهرمان پایان‌ناپذیر بودی اما به آنها که ثروتمندت کردند احترام نگذاشتی.» این نوشته اشاره‌ای به مشاجره مالدینی با این گروه در سال ۲۰۰۵ و پس از شکست در فینال اروپا بود. گروهی دیگر از طرفداران فریاد می‌کشیدند: «فقط یک کاپیتان هست… بارزی» و گروهی دیگر پرچمی را در دست داشتند که اسم و شماره فرانکو بارزی روی آن نقش بسته بود. این رفتار با واکنش مالدینی در پس بازی مواجه شد. او این رفتار را برنامه‌ریزی شده خواند؛ و در مصاحبه‌ای اعلام کرد:
«افتخار می‌کنم که یکی از آن‌ها نیستم.»
رفتار دور از انتظار این گروه از هواداران میلان با انتقاد دیگر شخصیت‌های فوتبال ایتالیا مواجه شد.

##### آخرین بازی رسمی
در ۳۱ مه ۲۰۰۹ در شهر فلورانس و ورزشگاه فریولی مالدینی در نه‌صد و دومین بازی رسمی خود برای میلان به مصاف تیم فیورنتینا رفت در این بازی که با برد ۲–۰ میلان همراه بود مالدینی در دقیقه ۹۰ تعویض شد و در حالی که از زمین خارج می‌شد به گونه‌ایی که لایق یک قهرمان جهانی بود مورد تشویق پرشور حاضران در ورزشگاه قرار گرفت.

### سبک بازی
مالدینی ذاتاً راست پاست و در پست مدافع چپ بازی کرده‌است. او به عنوان مدافع مرکزی هم بازی‌های درخشانی از خود نشان داده‌است. انعطاف‌پذیری تاکتیکی او در کنار سرعت بالا، تکل‌های به موقع، و مهارت در جنگ‌های هوایی و توان مثال‌زدنی او در رهبری تیم، وی را به جایی رساند که برای مدت‌ها بهترین دفاع چپ اروپا لقب بگیرد او از بهترین مدافعین تاریخ فوتبال محسوب می‌شود. پائولو در فوتبال خشن و دفاعی ایتالیا با خونسردی و آرامشی که داشت کمترین کارت زرد و قرمز را در طول حضور خود در فوتبال دید. ثبات مالدینی در مدت ۲۴ سال در کنار اخلاق مداری و وفاداری خاص او به میلان او را به یکی از بی نظیرترین مدافعین جهان تبدیل کرده‌است.

### پس از بازنشستگی
مالدینی اعلام کرده‌است که هرگز به عنوان مربی به فوتبال برنخواهد گشت. او دلیل این تصمیم را استرس و سنگینی وظایف این پست اعلام کرده‌است. او می‌گوید که فوتبال حرفه‌ای، او را از خانواده‌اش دور می‌کند.
در سال ۲۰۰۹، کارلو آنچلوتی سرمربی وقت باشگاه فوتبال چلسی به مالدینی، پیشنهاد مربیگری چلسی را داد. این پیشنهاد توسط مالدینی رد شد.
در ژانویه ۲۰۱۲ با حضور همزمان لئوناردو (مدیر فنی باشگاه) و کارلو آنچلوتی در پاری سن ژرمن صحبت‌هایی از پیشنهاد این باشگاه به مالدینی برای همکاری شد.
مالدینی به دفعات از علاقه خود برای برگشت به تیم میلان در پستی غیر از مربی صحبت کرده‌است. با وجود برخی صحبت‌ها و مصاحبه‌ها از مالکان و مدیران باشگاه میلان پیرامون استفاده از مالدینی تا کنون هیچ پیشنهاد رسمی به مالدینی برای حضور در کادر مدیریتی یا کادر فنی میلان ارائه نشده‌است. رفتار مدیران میلان موجب شده‌است که مالدینی درهای باشگاه میلان را به روی خود بسته بخواند.

## ورود به دنیای تنیس
مالدینی پس از بازنشستگی از فوتبال مدتی مشغول ورزش بوکس شد. اما پس آن نزدیک شش سال به تمرین حرفه‌ای تنیس پرداخت و در ژوئن ۲۰۱۷ اعلام کرد که می‌خواهد برای نخستین بار در «رقابت‌های آسپریا میلان» شرکت کند.
او در این مسابقات، همراه با استفانو لاندونیو، مربی و دوست نزدیکش در بخش دونفره شرکت خواهد کرد. این دو، در مرحله مقدماتی این رقابت‌ها پیروز شدند و سهمیه ویژه برای شرکت در این تورنمنت چهل هزار دلاری را به دست آورند. این مسابقات، زیرمجموعه رقابت‌های «ای.تی.پی. چلنجر» تنیس است که از مسابقات «ای.تی. پی ورلد تور» یک رده پایین‌تر است.
چون مالدینی، تنیس را خیلی دیر شروع کرده، از نظر تکنیک هنوز کمی مشکل دارد.

## زندگی شخصی
مالدینی در سال ۱۹۹۴ با مدل ونزوئلایی، آدریان فوسا ازدواج کرد. حاصل این ازدواج که تا کنون پایدار مانده دو پسر به نام‌های کریستین (متولد: ۱۴ ژوئن ۱۹۹۶) و دنیل (۱۱ اکتبر ۲۰۰۱) است. در حال حاضر کریستین عضو تیم نوجوانان میلان و دنیل عضو تیم نونهالان میلان هست.

### کریستین مالدینی
کریستین در سال ۲۰۰۵ توانست به عضویت تیم میلان در آید. او اکنون در تیم نوجوانان میلان زیر نظر فیلیپو اینزاگی به بازی مشغول است. آندرآ راماتزوتی، کارشناس کوریره دلو اسپورت او را در نخستین بازی خود در لباس میلان در سال ۲۰۰۵ اینگونه توصیف کرده‌است:
"کریستین چه طور بود؟ یک راست پای فطری که در کنار زمین در خط دفاع جای گرفت، و در بازی میل عالی و لغزش کمی نشان داد که احتمالاً پدر به او آموزش داده‌است.>>

### دنیل مالدینی
در سال ۲۰۱۲ پسر ۱۱ ساله پائولو مالدینی در پست مهاجم در عضویت تیم میلان باز می‌کرد. در زمانی که دنیل پنج سال داشت تکل زیبای او در پای سیدورف مورد توجه رسانه‌ها قرار گرفت و صحبت از تداوم نسل مالدینی‌ها بیش از پیش شنیده شد.

## حرکات انسان دوستانه مالدینی

### سفیر یونیسف
مالدینی از سفیران یونیسف است. تا کنون، او در برنامه‌های مختلف این سازمان، در جهت مبارزه با ایدز و فقر حاضر شده‌است. او در سال ۲۰۰۶ همراه با فرانچسکو توتی بر اساس اهداف یونیسف به مبارزه با ایدز رفت. در یک برنامه تلویزیونی کاپیتان‌های رم و میلان با ارائه شماره‌ای برای ارسال پیامک از مردم برای کمک به کودکانی که در معرض خطر این بیماری در کشورهای جهان سوم بودند تقاضای کمک کردند. در همین حال یک کارتون با صدای توتی و مالدینی به نام «فقط برای کودکان» با قیمت ۵ یورو روانه بازار شد.

## نقل قول‌ها
- هواداران اینترمیلان در دربی:

"Per 20 Anni Nostro Rivale, Ma Nella Vita Sempre Leale "
(For 20 Years Our Opponent, But In Life Always Loyal)
"برای ۲۰ سال رقیب ما بودی … ولی در زندگی همیشه وفادار تو خواهیم بود. "

- سر الکس فرگوسن:

"یکی از آرزوهای من دردوران مربیگری که به آن نرسیدم، در اختیار داشتن مدافعی به اسم پائولو مالدینی بود."
- سر الکس فرگوسن:

"زمانی که من به نسل فعلی فوتبال نگاه می‌کنم لیونل مسی بارسلونا را برتر می‌بینم؛ اگر چه فوتبال کاکا مرا به وجد می‌آورد و زیدان هم عالی بوده اما بی شک پائولو مالدینی بازیکن فوتبال مورد علاقه من است. حضورش فوق‌العاده است؛ خوی بی‌نهایت طلبی و ورزشکارانه اش ویژگی برجسته اوست. اگر چه مدافع است اما تمام تیمهای تاریخ فوتبال میلان را طی حضور باورنکردنی و پیروزمندانه اش تحت تأثیر قرار داده‌است ."
- زین الدین زیدان:مالدینی؟ او وحشتناک‌ترین و سرسخت‌ترین مدافعی بود که هیچ بازیکنی نمی‌خواست با آن رو به رو شود
- گواردیولا پس از قهرمانی با بارسلونا در لیگ قهرمانان اروپا:

"من این قهرمانی را به فوتبال ایتالیا و پائولو مالدینی اهدا می‌کنم که نباید نگران هیچ چیز باشد، چرا که او مورد تحسین تمام قاره اروپاست."
- پویول پس از ملاقات با مالدینی در تمرین بارسلونا:

"با بهترین مدافع تاریخ فوتبال جهان تمرین کردم. پائولو مالدینی الگوی من بود."
- رائول گونزالس:

"مالدینی استاد من است. خیلی جوان بودم که بازی‌های او را تماشا می‌کردم و از این که هواداران او را ستایش می‌کردند به او احساس حسادت داشتم."
- لئوناردو:

"او یک اسطوره زنده و یک افسانه بی مثال است. جدا از اینکه اوبرای من یک دوست خوب به حساب می‌آید اما من همیشه او را باعمکرد خوبش به یاد می‌آورم. زمانی که درتیم زیر بیست و سه ساله‌ها بازی می‌کرد همانند یک رهبر واقعی، با استعداد، نوع درکش ازفوتبال، خصوصیات اخلاقی منحصربه‌فرد، تلاش زیاد و فداکاری. با این خصوصیات دربارهٔ مالدینی چه می‌توان گفت جز اینکه او نماد میلان است.

## آمار و اطلاعات
| تیم        | فصل      | سری آ      | سری آ  | جام حذفی ایتالیا | جام حذفی ایتالیا | جام‌های اروپایی1 | جام‌های اروپایی1 | دیگر جام ها2 | دیگر جام ها2 | مجموع      | مجموع  |    |
| تیم        | فصل      | تعداد بازی | گل زده | تعداد بازی       | گل زده           | تعداد بازی      | گل زده          | تعداد بازی   | گل زده       | تعداد بازی | گل زده |    |
| ---------- | -------- | ---------- | ------ | ---------------- | ---------------- | --------------- | --------------- | ------------ | ------------ | ---------- | ------ | -- |
| آ.ث. میلان | ۱۹۸۴–۸۵  | ۱          | ۰      | —                | —                | —               | —               | —            | —            | ۱          | ۰      |    |
| آ.ث. میلان | ۱۹۸۵–۸۶  | ۲۷         | ۰      | ۶                | ۰                | ۶               | ۰               | ۱            | ۰            | ۴۰         | ۰      |    |
| آ.ث. میلان | ۱۹۸۶–۸۷  | ۲۹         | ۱      | ۷                | ۰                | —               | —               | ۱3           | —            | ۳۷         | ۱      |    |
| آ.ث. میلان | ۱۹۸۷–۸۸  | ۲۶         | ۲      | ۱                | ۰                | ۲               | ۰               | —            | —            | ۲۹         | ۲      |    |
| آ.ث. میلان | ۱۹۸۸–۸۹  | ۲۶         | ۰      | ۷                | ۰                | ۷               | ۰               | —            | —            | ۴۰         | ۰      |    |
| آ.ث. میلان | ۱۹۸۹–۹۰  | ۳۰         | ۱      | ۶                | ۰                | ۸               | ۰               | ۱            | ۰            | ۴۷         | ۱      |    |
| آ.ث. میلان | ۱۹۹۰–۹۱  | ۲۶         | ۴      | ۳                | ۰                | ۴               | ۰               | ۱            | ۰            | ۳۵         | ۴      |    |
| آ.ث. میلان | ۱۹۹۱–۹۲  | ۳۱         | ۳      | ۷                | ۱                | —               | —               | —            | —            | ۳۸         | ۴      |    |
| آ.ث. میلان | ۱۹۹۲–۹۳  | ۳۱         | ۲      | ۸                | ۰                | ۱۰              | ۱               | ۱            | ۰            | ۵۰         | ۳      |    |
| آ.ث. میلان | ۱۹۹۳–۹۴  | ۳۰         | ۱      | ۲                | ۰                | ۱۰              | ۱               | ۲            | ۰            | ۴۶         | ۲      |    |
| آ.ث. میلان | ۱۹۹۴–۹۵  | ۲۹         | ۲      | ۱                | ۰                | ۱۱              | ۰               | ۱            | ۰            | ۴۳         | ۲      |    |
| آ.ث. میلان | ۱۹۹۵–۹۶  | ۳۰         | ۳      | ۳                | ۰                | ۸               | ۰               | —            | —            | ۴۱         | ۳      |    |
| آ.ث. میلان | ۱۹۹۶–۹۷  | ۲۶         | ۱      | ۳                | ۰                | ۶               | ۰               | ۱            | ۰            | ۳۶         | ۱      |    |
| آ.ث. میلان | ۱۹۹۷–۹۸  | ۳۰         | ۰      | ۷                | ۰                | —               | —               | —            | —            | ۳۷         | ۰      |    |
| آ.ث. میلان | ۱۹۹۸–۹۹  | ۳۱         | ۱      | ۲                | ۰                | —               | —               | —            | —            | ۳۳         | ۱      |    |
| آ.ث. میلان | ۱۹۹۹–۰۰  | ۲۷         | ۱      | ۴                | ۰                | ۶               | ۰               | ۱            | ۰            | ۳۸         | ۱      |    |
| آ.ث. میلان | ۲۰۰۰–۰۱  | ۳۱         | ۱      | ۴                | ۰                | ۱۴              | ۰               | —            | —            | ۴۹         | ۱      |    |
| آ.ث. میلان | ۲۰۰۱–۰۲  | ۱۵         | ۰      | —                | —                | ۴               | ۰               | —            | —            | ۱۹         | ۰      |    |
| آ.ث. میلان | ۲۰۰۲–۰۳  | ۲۹         | ۲      | ۱                | ۰                | ۱۹              | ۰               | —            | —            | ۴۹         | ۲      |    |
| آ.ث. میلان | ۲۰۰۳–۰۴  | ۳۰         | ۰      | —                | —                | ۹               | ۰               | ۲            | ۰            | ۴۲         | ۰      |    |
| آ.ث. میلان | ۲۰۰۴–۰۵  | ۳۳         | ۰      | —                | —                | ۱۳              | ۱               | ۱            | ۰            | ۴۷         | ۱      |    |
| آ.ث. میلان | ۲۰۰۵–۰۶  | ۱۴         | ۲      | —                | —                | ۹               | ۰               | —            | —            | ۲۳         | ۲      |    |
| آ.ث. میلان | ۲۰۰۶–۰۷  | ۱۸         | ۱      | —                | —                | ۹               | ۰               | —            | —            | ۲۷         | ۱      |    |
| آ.ث. میلان | ۲۰۰۷–۰۸  | ۱۷         | ۱      | —                | —                | ۴               | ۰               | ۲            | ۰            | ۲۳         | ۱      |    |
| آ.ث. میلان | ۲۰۰۸–۰۹  | ۳۰         | ۰      | —                | —                | ۲               | ۰               | —            | —            | ۳۲         | ۰      |    |
| مجموع کل   | مجموع کل | ۰۸–۱۹۸۴    | ۶۴۷    | ۲۹               | ۷۲               | ۱               | ۱۶۱             | ۳            | ۱۵           | ۰          | ۹۰۲    | ۳۳ |

1جام‌های اروپایی شامل لیگ قهرمانان اروپا، لیگ اروپا و سوپر جام اروپا
2 سایر جام‌ها شامل سوپر جام فوتبال ایتالیا، جام بین قاره‌ای و جام باشگاه‌های فوتبال جهان 
3پلی آف سهمیه لیگ اروپا

## رکوردهای شخصی
- بیشترین حضور برای میلان در تمام مسابقات: ۹۰۲ بازی
- بیشترین حضور در سری آ: ۶۴۷ بازی
- بیشترین حضور در لیگ قهرمانان اروپا: ۱۷۵ بازی
- جوان‌ترین بازیکن حاضر در تیم اول آ.ث. میلان: با ۱۶سال و ۲۰۸ روز (در مقابل باشگاه فوتبال اودینزه، ۲۰ ژانویه ۱۹۸۵)
- طولانی‌ترین دوران حضور: با ۲۴سال و ۱۳۲روز (از ۲۰ ژانویه ۱۹۸۵ تا ۳۱ مه ۲۰۰۹)
- رکورد بیشترین زمان بازی در جام جهانی فوتبال: ۲٫۲۱۶
- بیشترین حضور در فینال لیگ قهرمانان اروپا: ۸ دوره

## افتخارات

### باشگاهی
- سری آ (۷): ۱۹۸۷–۱۹۸۸، ۱۹۹۱–۱۹۹۲، ۱۹۹۲–۱۹۹۳، ۱۹۹۳–۱۹۹۴، ۱۹۹۵–۱۹۹۶، ۱۹۹۸–۱۹۹۹، ۲۰۰۳–۲۰۰۴
- جام حذفی فوتبال ایتالیا (۱):۲۰۰۳
- سوپرجام ایتالیا (۵): ۱۹۸۸، ۱۹۹۲، ۱۹۹۳، ۱۹۹۴، ۲۰۰۴
- لیگ قهرمانان اروپا (۵): ۱۹۸۸–۱۹۸۹، ۱۹۸۹–۱۹۹۰، ۱۹۹۳–۱۹۹۴، ۲۰۰۲–۲۰۰۳، ۲۰۰۶–۲۰۰۷
- سوپرجام اروپا (۲): ۱۹۸۹، ۱۹۹۰، ۱۹۹۴، ۲۰۰۳، ۲۰۰۷
- جام بین قاره‌ای (۲): ۱۹۸۹، ۱۹۹۰
- جام باشگاه‌های جهان (۱): ۲۰۰۷

### ملی
- مقام سومی در جام جهانی: ۱

۱۹۹۰
- مقام دومی در جام جهانی: ۱

۱۹۹۴
- مقام دومی در جام ملت‌های اروپا :۱

۲۰۰۰

### عناوین شخصی
- بازیکن سال زیر ۲۱ سال اروپا(۱): ۱۹۸۹
- بازیکن سال مجله "ورلد ساکر"(۱): ۱۹۹۴
- حضور در تیم ستاره‌های جام جهانی(۱): ۱۹۹۴
- حضور در تیم ستاره‌های لیگ قهرمانان اروپا(۳): ۱۹۸۸، ۱۹۹۶، ۲۰۰۰
- حضور در تیم ستاره‌های فیفا(۳): ۱۹۹۰ , ۱۹۹۴
- کاندید بازیکن سال ۱۹۹۵ فیفا(۱): مقام دوم
- حضور در بین سه کاندید توپ طلای اروپا(۱): ۱۹۹۴، ۲۰۰۳
- بهترین مدافع سری آ(۱): ۲۰۰۴
- حضور در تیم سال اروپا(۲): ۲۰۰۳، ۲۰۰۵
- حضور در تیم فصل مجله ESM اروپا (۴): ۱۹۹۴–۹۵، ۱۹۹۵–۹۶، ۱۹۹۹–۲۰۰۰، ۰۳–۲۰۰۲
- بهترین مدافع لیگ قهرمانان اروپا(۱):۲۰۰۷
- حضور در باشگاه صدتایی‌های فیفا (فیفا ۱۰۰):۱
- جایزه ویژه دستاوردهای یک عمر یوفا (۱):۲۰۰۹

#### حضور در تیم منتخبورلدساکر
مجله ورلد ساکر در سال ۲۰۱۳ در طی یک نظرسنجی، پائولو مالدینی را به عنوان بهترین مدافع چپ تاریخ در تیم منتخب تاریخ دنیای فوتبال در کنار بزرگانی چون بابی مور، فرانتس بکن‌باوئر، پله، دیگو مارادونا و کریستیانو رونالدو و لیونل مسی قرار داد.